# Lizzie Higgins
Lizzie Higgins (Aberdeen, 1929 - ?, 1993) was een Schotse traditionele zangeres geboren in een travellersfamilie in Aberdeen, Schotland. Zij is geboren in de Guest Row of Aberdeen, een oude straat waarin zij woonde met haar ouders Donald (Donty) Higgins, een doedelzakspeler met grote reputatie, en Jeannie Robertson, een van de beste folkzangeressen van Schotland. In het huis woonde ook haar oom Isaac (Seely) die eveneens de pipes bespeelde. Toen in 1953 Hamish Henderson opnames maakte van haar moeder Jeannie, weigerde Lizzie alle invitaties om ook in het publiek te gaan optreden.
Pas in 1967 ging Lizzie in op een verzoek van Peter Hall om te gaan zingen op het Aberdeen Folk Song Festival. Zij maakte direct indruk op het publiek. De dood van haar ouders deed haar besluiten niet te veel gaan reizen en ook het feit dat zij vaak ziek was, maakte dat zij kalm aan ging doen met haar loopbaan als zangeres. Haar twee soloalbums maakten haar echter bekend als een groot zangeres van de traditionele Schotse liederen.
Ze stierf in 1993 aan keelkanker.

## Discografie
- Princess of the Thistle ‒ Lizzie Higgins ‒ Scots Songs and Ballads 1969
- Three Gypsies ‒ 1970
- Bonny Udny ‒ 1970
- Up and A'wa ‒ 1975
- The Muckle Songs ‒ 1975
- What a Voice ‒ 1985
- In Memory of Lizzie Higgins ‒ 1929-1993 ‒ (Double CD)

- Bibliothèque nationale de France: cb167245259 (data)
- International Standard Name Identifier: 0000 0000 3054 5491
- Library of Congress Control Number: n87134729
- MusicBrainz: 7298f879-1673-4752-8a95-f27aff486817
- SNAC: w6586r1z
- Virtual International Authority File: 21192691
- WorldCat: E39PBJtX6mmDFFCkDBX8q7KfMP